# Гарниш, Мацей
Мацей Грегор Гарниш (1740 — 6 октября 1790, Варшава) — римско-католический и государственный деятель Речи Посполитой, епископ хелмский (1781—1790), подканцлер коронный (1786—1790).

## Биография
Представитель польского шляхетского рода Гарниш герба «Порай».
Учился в иезуитской школе в Варшаве. Продолжил учёбу в Риме, где в 1767 году он получил степень доктора права в университете Ла Сапиенца. Благодаря протекции епископа куявского Антония Островского стал каноником куявским и пробстом в Иновроцлаве. В 1774 году он стал депутатом куявского капитула на главном коронной трибунале и был избран его председателем. В 1776 году Мацей Гарниш был назначен титулярным епископом Ларанды и вспомогательным епископом куявским. В мае 1778 года был назначен референдарием великим коронным и заседал в референдарских судах.
Как сторонник короля Станислава Августа Понятовского 10 декабря 1781 года получил из его рук епископство хелмское. Под давлением России 2 апреля 1782 года подтвердил приговор краковского капитула, который признал епископа краковского Каетана Солтыка неспособным к исполнению своих обязанностей.
В 1782 году Мацей Гарниш на сейме стал консуляром Постоянного Совета, в 1784 году он вошел в состав департамента казначейства. С 1783 года — член Эдукационной комиссии. В 1788 году он стал членом конфедерации Четырёхлетнего сейма.
Кавалер Ордена Белого орла и Ордена Святого Станислава.